# Harry Harrison
Harry Maxwell Harrison (właśc. Henry Maxwell Dempsey, ur. 12 marca 1925 w Stamford, zm. 15 sierpnia 2012 w Brighton) – amerykański pisarz science fiction.

## Życiorys
Urodził się w Stamford w stanie Connecticut jako jedyny syn Henry’ego Dempseya i Rii z d. Kirjassoff. Ojciec zmienił nazwisko na Harrison wkrótce po narodzinach syna, ale Harry dowiedział się, że właściwie ma na nazwisko Dempsey, gdy złożył wniosek o paszport w wieku 30 lat. Potem oficjalnie zmienił nazwisko na Harrison, ale w przyszłości używał nazwiska Hank Dempsey jako pseudonimu. Podczas II wojny światowej służył w armii amerykańskiej – w 1943 roku został wcielony do Korpusu Lotniczego Armii USA. Podczas służby nauczył się esperanto i pozostał aktywnym esperantystą przez resztę swojego życia. Po zwolnieniu z wojska studiował sztukę w Hunter College w Nowym Jorku, a potem kontynuował prywatne studia u amerykańskiego malarza Johna Blomshielda.
Pod koniec lat 40. zaczął prowadzić małe studio specjalizujące się w sprzedaży ilustracji do komiksów i czasopism science fiction. Gdy rynek komiksów podupadł Harrison zaczął pisać teksty do magazynów science-fiction.
W 1978 roku został przewodniczącym World Science Fiction. Ostatnie lata życia spędził w Dublinie i przez pewien czas był honorowym prezesem Irlandzkiego Towarzystwa Esperantystów.

## Życie prywatne
Dwukrotnie żonaty: Evelyn Harrison (1950-1951) i Joan Merkler (1954-2002), z którą miał dwoje dzieci, Todda (ur. 1955) i Moirę (ur. 1959).
Mieszkał w wielu częściach świata, w tym w Meksyku i we Włoszech, a na dłużej w Wielkiej Brytanii, Danii i Irlandii.

## Twórczość
Debiutował opowiadaniem science fiction Skalny nurek (Rock Diver), które ukazało się w miesięczniku „Worlds Beyond” w 1951 roku (pierwsze wyd. polskie w antologii Rakietowe szlaki, 1958). Przez dziesięć lat pisał scenariusz do komiksowej serii Flash Gordon.
Jego powieść Przestrzeni! Przestrzeni! stała się podstawą filmu Zielona pożywka z Charltonem Hestonem w roli głównej (Soylent Green, 1973). Film otrzymał nagrodę Nebula za najlepszą prezentację dramatyczną w 1974

### Powieści

#### SeriaPlaneta śmierci
- Planeta śmierci 1 (Deathworld 1, 1960, wyd. pol. 1982)
- Planeta śmierci 2 (Deathworld 2, 1964, wyd. pol. 1990)
- Planeta śmierci 3 (Deathworld 3, 1968, wyd. pol. 1991)
- Planeta śmierci 4 (Return to Deathworld / Возвращение в Мир Смерти, 1998, współaut. Ant Skalandis(inne języki), wyd. pol. 2000)
- Planeta śmierci 5 (Deathworld vs. Filibusters / Мир Смерти против флибустьеров, 1998, współaut. Ant Skalandis, wyd. pol. 2000)
- Planeta śmierci 6 (The Creatures from Hell / Мир смерти и твари из преисподней, 1999, współaut. Ant Skalandis, wyd. pol. 2000)
- Deathworld 7 (Мир смерти. Недруги по разуму, 2001, współautor Michaił Achmanow)

#### SeriaStalowy Szczur
1. Stalowy Szczur (The Stainless Steel Rat, 1961, wyd. pol. 1990)
2. Zemsta Stalowego Szczura (The Stainless Steel Rat's Revenge, 1970, wyd. pol. 1990)
3. Stalowy Szczur ocala świat (The Stainless Steel Rat Saves the World, 1972, wyd. pol. 1991)
4. Stalowy Szczur i piąta kolumna (lub Stalowy szczur pragnie ciebie; The Stainless Steel Rat Wants You, 1978, wyd. pol. 1994)
5. Stalowy Szczur na prezydenta (The Stainless Steel Rat for President, 1982, wyd. pol. 1994)
6. Narodziny Stalowego Szczura (A Stainless Steel Rat is Born, 1985, wyd. pol. 1994)
7. I ty możesz zostać Stalowym Szczurem (You Can Be the Stainless Steel Rat, 1985, wyd. pol. 1995)
8. Stalowy Szczur idzie do wojska (The Stainless Steel Rat Gets Drafted, 1987, wyd. pol. 1994)
9. Złote lata Stalowego Szczura (The Stainless Steel Visions, 1993, wyd. pol. 1994)
10. Stalowy Szczur śpiewa bluesa (lub Stalowy szczur czuje bluesa, The Stainless Steel Rat Sings the Blues, 1994, wyd. pol. 1994)
11. Stalowy Szczur idzie do piekła (The Stainless Steel Rat Goes to Hell, 1996, wyd. pol. 1997)
12. Stalowy Szczur wstępuje do cyrku (The Stainless Steel Rat Joins the Circus, 1999, wyd. pol. 2000)

#### SeriaBrion Brandd(inne języki)
- Planeta przeklętych (Planet of the Damned, 1962, wyd. pol. 1991)
- Planeta bez powrotu (Planet of No Return, 1981, wyd. pol. 1991)

#### SeriaEden
- Na zachód od Edenu (West of Eden, 1984, wyd. pol. 1992)
- Zima w Edenie (Winter in Eden, 1986, wyd. pol. 1992)
- Powrót do Edenu (Return to Eden, 1989, wyd. pol. 1992)
- Dawn of the Endless Night (2001) – opowiadanie ze zbioru 50 in 50

#### SeriaMłot i Krzyż
- Młot i Krzyż część 1: Thrall (The Hammer and the Cross, 1993, współaut. John Holm, wyd. pol. 1995)
- Młot i Krzyż część 2: Karl (The Hammer and the Cross, 1993, współaut. John Holm, wyd. pol. 1995)
- Młot i Krzyż część 3: Jarl (The Hammer and the Cross, 1993, współaut. John Holm, wyd. pol. 1995)
- Droga króla (One King’s Way, 1995, wyd. pol. 1997)
- King and Emperor (1997)

#### SeriaKu gwiazdom
- Oblicza Ziemi (Homeworld, 1980, wyd. pol. 1991)
- Wygnanie (Wheelworld, 1981, wyd. pol. 1991)
- Gwiezdny Dom (Starworld, 1981, wyd. pol. 1991)

#### SeriaBill bohater Galaktyki
- Bill bohater Galaktyki (Bill, the Galactic Hero, 1965, wyd. pol. 1994)
- Bill bohater Galaktyki. Planeta robotów t. 1 (Bill, the Galactic Hero: The Planet Of The Robot Slaves, 1989, wyd. pol. 1994)
- Bill bohater Galaktyki. Na planecie zabutelkowanych mózgów t. 2 (Bill, the Galactic Hero: On the Planet of Bottled Brains, 1990, współaut. Robert Sheckley, wyd. pol. 1994)
- Bill bohater Galaktyki. Na planecie niesmacznej przyjemności t. 3 (Bill the Galactic Hero On the Planet of Tasteless Pleasure, 1991, współaut. David Bischoff(inne języki), wyd. pol. 1995)
- Bill the Galactic Hero On the Planet of Zombie Vampires t. 4 (1991, współaut. Jack Haldeman(inne języki))
- Bill the Galactic Hero On the Planet of Ten Thousand Bars t. 5 (1991, współaut. David Bischoff; wydany także jako Bill, the Galactic Hero on the Planet of the Hippies from Hell)
- Bill the Galactic Hero: The Final Incoherent Adventure t. 6 (1991, współaut. David Harris)
- Bill, the Galactic Hero's Happy Holiday (1994) – opowiadanie ze zbioru Galactic Dreams

#### Inne powieści
- Vendetta for the Saint (1964)
- Plague from space (1965)
- Przestrzeni! Przestrzeni! (Make Room! Make Room!, 1966, wyd. pol. 1990)
- Filmowy wehikuł czasu (Technicolor Time Machine, 1967, wyd. pol. 1994)
- Uwięziony wszechświat (Captive universe, 1969, wydane w Polsce jako klubówka 1986)
- In Our Hands the Stars (1970)
- Spaceship Medic (1970)
- Tunel transatlantycki. nareszcie! (A Transatlantic Tunnel, Hurrah!, 1972, wyd. pol. 1997)
- Stonehenge (1972)
- Galaktyczni zwiadowcy: Postrach gwiazd (Star Smashers of the Galaxy Rangers, 1973, wyd. pol. 1994)
- Upadek z nieba (Skyfall, 1976, wyd. pol. 1989)
- Lifeboat (1977, współaut. Gordon R. Dickson)
- Planet Story (1978)
- The Jupiter plague (1982, poszerzona wersja Plague from space)
- Inwazja (Invasion: Earth, 1982, wyd. pol. 1996)
- Rebelia w czasie (Rebel in time, 1983, wyd. pol. 1992)
- Stonehenge: zagłada Atlantydy: opowieść o Atlantydzie i dawnej Brytanii (Stonehenge: where Atlantis died, 1983, poszerzona wersja powieści Stonehenge, wyd. pol. 1997)
- Opcja Turinga (The Turing Option, 1992, współaut. Marvin Minsky, wyd. pol. 1999)

### Zbiory opowiadań
- Wojna z robotami (War with the Robots, 1962, wyd. pol. 1990)
- Two Tales and Eight Tomorrows (1965)
- Prime Number (1970)
- Krok od Ziemi (One Step from Earth, 1970, wyd. pol. 1999)
- Absolwenci (The Men from P.I.G. and R.O.B.O.T., 1974, wyd. pol. 1998)
- Kosmiczne szczury (The Best of Harry Harrison, 1976, wyd. pol. 1996)
- Galaktyczne sny (Galactic Dreams, 1994, wyd. pol. 1997)
- 50 in 50 (2001)

### Komiksy
- Rick Random
- Flash Gordon (1958-1964)

### Eseje
- Mechanismo (1977)
- Spacecraft in Fact and Fiction (1979, współaut. Malcolm Edwards)

## Nagrody
Wraz z Brianem Aldissem był pomysłodawcą nagrody Nagroda im. Johna W. Campbella za powieść.
W 2004 roku został wprowadzony do Science Fiction Hall of Fame. W 2009 został laureatem Damon Knight Memorial Grand Master Award. Jego powieści były dwukrotnie nominowane do Nagrody Hugo: Planeta śmierci w 1961 i Planeta przeklętych w 1962 roku. W 1974 zredagowana przez niego antologia Astounding zdobyła nagrodę Locusa.